# Prossima fermata Oriente
Prossima fermata Oriente (Great Indian Railway Journeys) è un documentario inglese trasmesso in prima visione nel Regno Unito dal 2018 su BBC Two.
Il programma, presentato da Michael Portillo, è un reportage in cui il conduttore effettua dei viaggi in India, a bordo dei treni e con l'ausilio di una copia della Bradshaw’s Handbook Of Indian, Foreign And Colonial Travel del 1913. 
La sigla iniziale nell'edizione italiana è stato utilizzato quella di Trans Europe Express, invece di utilizzare quella originale.
La prima stagione venne trasmessa nel 2018 dalla BBC Two. In Italia venne trasmessa dal 9 febbraio al 1º marzo 2020 su Rai 5.
Questa serie segna un profondo cambiamento nell'edizione italiana dopo le serie precedenti (Trans Europe Express e Prossima fermata, America), infatti stranamente Portillo non è più doppiato dallo storico Carlo Valli, ma da Antonio Sanna.

## Episodi

### Prima stagione (2018)
Nel Regno Unito sono stati trasmessi tutti i quattro episodi dal 20 marzo al 10 aprile 2018, in Italia invece sono stati inseriti due episodi dalla serie Trans Europe Express, equivalente la sesta stagione trasmessa il 26 gennaio e il 2 febbraio 2020.
| Num. | Titolo                  | Prima TV UK    | Prima TV Italia  |
| ---- | ----------------------- | -------------- | ---------------- |
| 1    | "Da Amritsar a Shimla"  | 20 marzo 2018  | 9 febbraio 2020  |
| 2    | "Da Jodhpur a Delhi"    | 27 marzo 2018  | 16 febbraio 2020 |
| 3    | "Da Mysuru a Chennai"   | 3 aprile 2018  | 23 febbraio 2020 |
| 4    | "Da Lucknow a Calcutta" | 10 aprile 2018 | 1º marzo 2020    |